# Old Order River Brethren
Old Order River Brethren är ett konservativt, anabaptistiskt trossamfund i USA som 1843 bröt med övriga River Brethren eftersom man ansåg att dessa förvärldsligats och inte längre var lika radikala i synen på ickevåld.
Ursprungligen kallades man ofta för York Brethren eller Yorkers, eftersom de flesta medlemmarna bodde i York County, Pennsylvania. 
Gruppen har minskat över tid och består idag av fem församlingar (fyra i Pennsylvania och en i Iowa) med sammanlagt 350 medlemmar.